# منطقة بهاراتبور
بهاراتبور رمزها «BP» (بالإنجليزية: Bharatpur)‏ ، هو تقسيم إداري لدولة الهند تتبع ولاية راجاستان (بالإنجليزية: Rajasthan)‏ ، مركزها هو مدينة بهاراتبور (بالإنجليزية: Bharatpur)‏ عدد سكانها حسب تعداد سنة 2001 هو 2,098,323 ، مساحتها 5,066 كم² وكثافة السكان 414 لكل كم² .